# الدوري الهولندي الممتاز 1919–20
الدوري الهولندي الممتاز 1919–20 (بالهولندية: Nederlands landskampioenschap voetbal 1919/20)‏ هو الموسم 32 من الدوري الهولندي الممتاز. أشرف على تنظيمه الاتحاد الملكي الهولندي لكرة القدم، وكان عدد الأندية المشاركة فيه 41، وفاز فيه Be Quick 1887 ‏.